# Antigo Palácio Wolff
O Palácio Wolff é um sobrado construído no final do século XIX, tombado pela Secretaria da Comunicação Social e da Cultura de Curitiba (PR), no dia 09 de abril de 1981.

## Histórico
A construção foi fundada pelo imigrante austríaco José Wolf e seu filho Fredolin em 1875 com a finalidade de ser a residência de sua família na cidade de Curitiba. A família Wolf era proprietária de muitos imóveis e chácaras, além de uma cervejaria nas proximidades de Curitiba.
Também serviu para reuniões sociais, como a festa realizada no dia 21 de abril de 1877 para comemorar a instalação da Loja Maçônica Concórdia IV.
Entre 1889 e 1895 serviu como sede do Quartel-General do 5º Distrito do Exército brasileiro. No porão do casarão ficou encarcerado o  Barão do Serro Azul  até ser retirado para ir a julgamento no Rio de Janeiro, porém sendo executado antes no caminho.
Posteriormente o palácio foi alugado pelo Colégio Bom Jesus, administrada pelos frades franciscanos. De 1912 até 1913, o Palácio Wolff foi sede da prefeitura e câmara da cidade até sua transferência. Em 1914, o andar superior foi ocupado pela Loja Maçônica de Curitiba. A partir daí, sucederam no local uma escola de música e pintura da família Bianchi no térreo que também servia como moradia deles, a livraria de Otto Braun muito frequentada pelos curitibanos(1940), um escritório de engenharia, e na década de 70 foi um residencial.
Em 1974, o prefeito Jaime Lerner desapropriou o prédio para instalar a Fundação Cultural, contratando os arquitetos Cyro Corrêa de Oliveira Lyra e José La Pastina Filho para fazer sua restauração. Atualmente, abriga a Casa da Leitura que faz parte da Fundação Cultural localizada no bairro Rebouças.

## Arquitetura
O casarão apresenta arquitetura eclética com influências alemãs e neoclássicas. Sua planta é retangular e simétrica, com janelões flanqueados por pilastras de fuste canelado. O telhado é feito de telhas cerâmicas em forma de escama e as paredes dos fundos são construídos em enxaimel. A parte interna é distribuída em diversos aposentos ao redor de um corredor central que liga os dois andares e a varanda dos fundos.
O porão atualmente está ocupado por uma pequena área de almoxarifado. No pavimento térreo encontra-se um jardim aos fundos, além das salas utilizadas por uma livraria e áreas para leitura. No pavimento superior, estão as salas de cursos, administração e coordenação. Possui ainda um sótão onde atualmente está a área de recuperação de livros e uma área maior para o almoxarifado.
Durante sua restauração, foram eliminados diversos acréscimos e divisões internas introduzidas na edificação ao longo de sua história. Também foi demolida a platibanda e refeito o beiral em telhas alemãs, além de ter-se recuperado sua coloração original amarelo-ocre.